# Mesoleius clypeator
Mesoleius clypeator là một loài tò vò trong họ Ichneumonidae.